# Neutralizm
Neutralizm (łac. neuter 'żaden z dwu') – jedna z neutralnych zależności międzygatunkowych, w której osobniki jednego gatunku nie wpływają w żaden sposób na przedstawicieli drugiego. W zasadzie neutralizm jest brakiem oddziaływań między gatunkami. Przykładem populacji, między którymi zachodzi neutralizm, mogą być populacje bocianów i sikorek.